# (19656) Simpkins
(19656) Simpkins (1999 RA122) – planetoida z pasa głównego asteroid okrążająca Słońce w ciągu 3,66 lat w średniej odległości 2,37 j.a. Odkryta 9 września 1999 roku.